# Понтестацемезе (Лука)
Понтестацемезе је насеље у Италији у округу Лука, региону Тоскана.
Према процени из 2011. у насељу је живело 177 становника. Насеље се налази на надморској висини од 167 м.